# Хасавюртовский округ

Хасав-Юртовский округ в карте Терской области.

Хасавюртовский округ (Хасаут-Юртовский округ) (до реформы 1918 года — Хасавъ-Юртовскiй округъ) — административно-территориальная единица Терской области Российской империи, а затем Дагестанской АССР в составе РСФСР, существовавшая в 1869—1928 годах. Административный центр — слобода Хасав-Юрт.

## Географическое положение
Располагался на востоке Терской области, охватываю территорию Кумыкской плоскости, хребет Салатау, среднее и нижнее течение рек Акташ, Ямансу и Ярык-су.
Включал исторические области — Кумыкия, Аух и Салатавия.
Границы: на северо-западе и севере по реке Терек с Кизлярским округом, на востоке и юге по реке Сулак, хребтам Салатау и Андийский с Дагестанской областью, на западе по реке Аксай с Грозненским округом.

## История
Округ был образован 30 декабря 1869 года путём реорганизации бывшего Кумыкского округа Терской области.
С конца 1890-х годов плоскостная часть округа становится территорией колонизации и хозяйственного освоения переселенцев из центральных губерний Российской империи. В этот период было образовано множество русских, украинских, немецких, молдавских сёл, колоний, хуторов и экономий (см. Немецкие колонии в Дагестане, Терские меннонитские колонии, Населенные пункты, основанные русскими на территории Дагестана)
После Февральской революции и падения монархии в сентябре 1917 года Хасавюртовский округ атаковал отряд Узун-Хаджи.
После гражданской войны Хасавюртовский округ понёс большие людские потери. В 1917—1918 годах из него выехало почти всё население русского и немецкого происхождения. К 1924 году по сравнению с 1914 годом уменьшилась численность и коренного населения.
В июле 1916 года в селе Аксай произошло выступление крестьян против властей, вызванное очередной реквизицией лошадей и подвод для нужд армии. 
С 1918 по 1921 год находился в составе Терского края.
Декретом ВЦИК от 20.01.1921 года округ был передан в состав Дагестанской АССР.
По проекту нового районирования от 22.11.1928 года, утвержденному 4-й сессией ЦИК ДАССР, округ был упразднён, а его территория разделена на Хасавюртовский, Бабаюртовский и Казбековский кантоны.

## Население
Уже в конце 1870-х годов вся южная часть Хасавюртовского округа, от Герзель-аула до Эндирея, была заселена чеченцами. С 1870 по 1877 году количество чеченцев в регионе в результате переселения увеличилось с 5 912 ауховцев до 14 тысяч чеченцев и продолжило возрастать до 18 128 в 1897 году, догоняя численность кумыков.
По переписи 1897 года население округа составляло 70 800 человек.
По национальному составу:
| № | Национальность | Численность, чел. | Доля   |
| - | -------------- | ----------------- | ------ |
| 1 | кумыки         | 26 108            | 36,9 % |
| 2 | чеченцы        | 18 127            | 25,7 % |
| 3 | аварцы         | 13 683            | 19,3 % |
| 4 | ногайцы        | 4 000             | 5,6 %  |
| 5 | великороссы    | 3 188             | 4,5 %  |
| 6 | евреи          | 1 738             | 2,5 %  |
| 7 | татары         | 1 306             | 1,8 %  |
| 8 | малороссы      | 1 284             | 1,8 %  |
| 9 | другие         | 1 366             | 1,9 %  |

## Административное деление
В административном отношении делился на 4 участка. В 1874 году включал следующие населенные пункты:
1-й участок (Андреевский): Кандаур, Андреево, Карлан, Бамат-юрт, Казьма, Муцал-аул, Байрам-аул, Бота-юрт, Умаш-аул, Генже-аул, Бамат-бек-юрт, Бавтугай, Темир-аул, Лак-Лак-юрт, Костек, Кази-юрт, Хамза-юрт, Камбулат;
2-й участок (Аксаевский): Акбулат-юрт, Хамамат-юрт, Хамау-юрт, Аксай, Чанка-юрт, Адиль-юрт, Осман-юрт, Боташ-юрт, Мажагат-юрт, Аджи-юрт, Казак-Мурза-юрт;
3-й участок (Ногайский): № 1 Куб-аул, № 2 Куб-аул, № 3 Куб-аул, № 4 Куб-аул, Куб Томаза тюбе, Куб-Бакиль, Туима-Куб, Магометов мост, Кочелай-вутан;
4-й участок (Салатавский): Буртунай, Гуни, Дылым, Черкей, Гертмели, Зубутль, Иха, Хубар, Коз-тала, Инчхе, Миатли, Зурама-кенд, Алмак, Кишень-аул, Баной-аул, Ярыксу-Аух, Алты-Мурза, Юрта-Аух, Акташ-Аух.
В 1913 году округ включал в себя сельские правления:
1-й участок:
1. с. Андреево, при нём селение Карлан-Юрт, п. Ивановский, хутора: Гофнунгсфельд, Шулякевича, Аджаматова, Волчанова, Шеллера, Черкаса, Борисенко, Семирода, Умаева;
2. с. Байрам-Аул, при нём селения: Муцал-Аул и Генже-Аул, хутора: Покровский, Екатеринославский, Хункерова;
3. с. Бата-Юрт, при нём селения:  Умаш-Аул, Кандаур-Аул, Бамат-Бек-Юрт, хутора: Омар-Отар, Габиев, Яракай-Тюбе (он же Мариенфельд), З.А. Уцмиев, Т.А. Уцмиев, Родники (Х.А.Уцмиев), Блазомирского, Махно, Герлеук, Казак-Мирза-Юрт, Клычева, Бамат-Аджиева, Зарият Ильясовой, Э.Артеса, Ф.Целлера;
4. с. Ново-Владимировка, при нём хутора: Татьяновка, Яковчикова, Шисс, Абдуллы, Ильясова, Измайловка, Тутлар, Куру, Кандауровка 1-я, Кандауровка 2-я, Абдурашитова, Романовка, Салих-Умар-Аджиева, Немченко, Салибиева, Клычева, Бал-юрт, Зарияткин;
5. с. Темир-Аул, при нём селение Бавтугай, хутора: Князей Айдемировых, Гок-Су, Гуляевский;
6. с. Костек, при нем селения Казьма-Аул и Лак-Лак-Юрт, хутора: Гоголатау, Шихау, Ананьева, Евтушенко, Садового, Клюндта, Черкесова, Джамболатова, А. Месяцева, П. Месяцева, Шпренгеля, Токаева, Салимгереева, Хамзаева, Алибекова, Эркечева, Измаилова, Гаврилова, А. Хамзаева;
7. с. Кази-Юрт, при нём селение Хамза-Юрт, хутора: Нейгофнунг, Фридгейм, Кронсфельд, Михайловский, Камболат, Валендера, Ищенко, Яковенко, Сохачевского, Тутушева, Малыхина, Новый Костек;
8. с. Николаевка, при нём селения: Вандерлоо, Харч, Тальма, Константиновка, Сулак, Александровка, Марьяновка, Рорбах, Мидельбург, Претория, Остгейм, Тарановка, Камышлак, Сулакский рыбный промысел;
9. с. Тамаза-куб, при нём селения: Када-аул, Карасакал-аул, Шихали-аул, Айдакай-аул;
10. с. Талма-куб, при нём селения Ялангач-коль-аул, Уразгул-аул, Алаш-аул, Караяр-аул, Абажай-аул, Джакав-Аджи-аул, Борла-аул;
11. с. Бакиль-куб, при нём селения: Борчу-аул, Тахсанка-аул, Баяв-Аджи-аул, Чиживут-аул, Залка-аул, Эсивакай-аул; хутора: Шенфельд, Большая Шава, Малая Шава, Аджаматова, Ремпеля, Кривенко, Середы, Болдырева, братьев Тушмановых;

2-й участок:
1. с. Мужекай, при нём селения: Ялан-Гечу, Кутан-аул, Геме-Тюбе; хутора: Ново-Гупаловка, Каплановой, А.Капланова, Полтавский, Кротенко, Пензулаева, Нестерова, Х.Якобсфельд, Фризен, Кача, Гепера, Нейфельда, Гофмана, Остраковка, Богуславский, Тевс, Кониной, Шульц, Дик, Заверщинского, П. Мантлера, Г. Мантлера, Левенс, Дридгера, Мазаева, Эйгенгейм, Аджаматова, М. Дибирова, С. Дибирова, Мантлер;
2. с. Магометов-Мост, при нём селение — Кара-Тюбе, хутора: Капланова, Тутушева, Тагирова, Магоматова, Савченко, Евтушенко, Аджиева;
3. с. Романовское, при нём колония Эбенфельд, хутора: Новый Хасанай, Старый Хасанай, Дик;

### Руководители
1909 — 1910, Клишбиев, Султанбек Касаевич
с мая 1917, Капланов, Рашид-Хан Завитович (комиссар Временного правительства в Хасавюртовском округе)